# Carbonylgruppe
 Der er for få eller ingen kildehenvisninger i denne artikel, hvilket er et problem. Du kan hjælpe ved at angive troværdige kilder til de påstande, som fremføres i artiklen.

I organisk kemi er en carbonylgruppe  en funktionel gruppe, der består af et carbonatom dobbeltbundet til et iltatom (se figuren til højre). 
I uorganiske eller eller organometalliske komplekser bruges carbonyl også om carbonmonoxid, C≡O, som ligand, fx metal carbonyler. I dette tilfælde er kulstof tripelbundet til ilt, se f.eks. kulilte-frigivende molekyler

## Forekomst
Carbonylgrupper indgår i en række funktionelle grupper:
- Keton, hvor R1 og R2 carbonkæder
- Aldehyd, hvor minimum en af R1 og R2 er H, og den anden er en carbonkæde.
- Alle syrederivater på nær nitril. Her er R1 en carbonkæde. Disse omfatter:
  - Carboxylsyre, hvor R2 er en OH-gruppe
  - Ester, hvor R2 er en OR-gruppe
  - Amid, hvor R2 er en NR2-gruppe
  - Syrechlorid, hvor R2 er et Cl
  - Syreanhydrid, hvor R2 er en O(C=O)R-gruppe
- Organiske carbonater, hvor R1 og R2 begge er af typer OR

## Reaktioner
Carbonylgrupper indgår typisk i tre typer reaktioner:
1. Nukleofilt angreb på C i carbonylgruppen
2. Elektrofilt angreb på O i carbonylgruppen
3. Enolatdannelse

Ved 1. dannes et tetraedrisk additionsprodukt. Hvis carbonylforbindelsen var et syrederivat kan dette additionsprodukt undergå elimination, som medføre dannelsen af en ny carbonylforbindelse
2. er som regel kun første trin i en længere reaktionsvej. Det forøger reaktiviteten af carbonylgruppen, så reaktioner af typerne 1. og 3. nemmere forløber.
α-H'et, dvs. et H-atom der sidder på et carbonatom direkte bundet til en carbonylgruppe er surt. Dets pKa er ca. 20 for aldehyder og ketoner og ca. 25 for syrederivater. Fjernelse af dette H med base medfører dannelse af et enolat, der er nucleophilt på α-C'et